# خايمي بوسادا دياز
خايمي بوسادا دياز (بالإسبانية: Jaime Posada Díaz)‏ هو كاتب كولومبي، ولد في 1924 في سوكورو، سانتاندر ‏ في كولومبيا، وتوفي في 2019.